# Julie Bondeli
Suzanne Julie Bondeli (Bern, 1 januari 1732 - Neuchâtel, 8 augustus 1778) was een Zwitserse salonnière.

## Biografie

### Afkomst en opleiding
Julie Bondeli was een dochter van Friedrich Bondeli en van Julie Berseth. In overeenstemming met haar smaak en intellectuele capaciteiten ontving ze een grondige opleiding in talen, wiskunde en filosofie, een ongebruikelijke opleiding voor een jong meisje uit die tijd, die niet was gerelateerd aan traditionele vrouwelijke rollen, maar wel in overeenstemming was met de idealen van de Verlichting.

### Carrière
Bondeli bleef trouw aan het ideaal van opvoeding en door veel te lezen en ze nam deel aan het intellectuele debat van haar tijd. Ze kende niet alleen de belangrijkste literatuur van Europa, maar volgde tevens de debatten in filosofie, esthetiek, wetenschap en economie. Ze cultiveerde de geest van de Verlichting en ontving talrijke gasten in haar salon: verlichte patriciërs, gecultiveerde aristocraten, erudiete burgers, geleerden en buitenlanders. In de late jaren 1750 en vroege jaren 1760 was haar salon het centrum van de verlichte kringen van Bern, waar in navolging van de Parijse salons cultuur, dialoog en vriendschap over de grenzen van status en geslacht werden gecultiveerd.
Ze was ook een productieve briefschrijfster. In correspondentie met Johann Georg Zimmermann, Sophie La Roche, Leonhard Usteri, Johann Kaspar Lavater, Christoph Martin Wieland en Jean-Jacques Rousseau toonde ze zich een geestige gesprekspartner, een geschoolde recensente en een briljant literatuurcriticus.
Na de dood van haar moeder in 1767 moest ze afstand doen van haar leven als gastvrouw van haar salongasten en verhuisde ze naar Neuchâtel. Een zwakke gezondheid en een tijdgeest die steeds vijandiger stond tegenover geleerde vrouwen, dwongen haar de jaren, voorafgaand aan haar vroegtijdige overlijden, in toenemende afzondering door te brengen. Haar leven en werk zijn een illustratie van de mogelijkheden en beperkingen die vrouwen in Zwitserland ten tijde van de Verlichting tegenkwamen in het intellectuele leven.